# Вознесенский собор (Кузнецк)
Собо́р Вознесе́ния Госпо́дня (Вознесе́нский собор) — православный храм в городе Кузнецке Пензенской области, кафедральный собор Кузнецкой епархии Русской православной церкви. Старейший из сохранившихся после революции храм Кузнецка. Был построен в 1840-х — 1860-х годах и является самым большим по размерам храмом Кузнецкой епархии. При советской власти храм был закрыт, использовался под склад и другие нужды. Здание собора было возвращено Русской православной церкви в 1989 году, после чего отреставрировано с восстановлением внешнего исторического облика.

## Предыстория
Первой церковью, появившейся на месте будущего Кузнецка в селении Труёво, был Воскресенский храм с приделом Михаила Архангела. Этот храм дал ещё одно название селению — Воскресенское. В «Трудах» Саратовской ученой архивной комиссии заголовок одной из статей так и называется: «Ц[ерковь] Воскресения Христова с приделом Михаила Архангела в селе Воскресенском, Труёво тож». Одно из первых упоминаний о храме относится к 1699 году: «7207 г. февраля в 7 день, по указу Свят[ейшего] Патриарха, велено новопостроенной церкви Воскресения Христова да в пределе Архистратига Михаила, которую построил боярин Василий Федорович Нарышкин в Саранском уезде в вотчине своей, в селе Воскресенском, Труёво тож, на попа с причетники дани положить вновь со дворов: попова, дьячкова, пономарева, просвирницына, с 15 крестьянских, 5 бобыльских… с пашни с 15 чети в поле, а в дву потому ж, сенных покосов с 15 копен, — 23 алтына, заезда гривна, и по тому окладу данныя деньги велено имать с [7]207 г. и внесть в приходную книгу (II. Пр[иказная] кн[ига] 171, л. 580)».
Необходимо указать, что Воскресенской церковь названа не в честь праздника Воскресения Христова (Святой Пасхи), а в честь праздника Обновления храма Воскресения Христова в Иерусалиме.
Далее в Приказной книге церковь упоминается в 1710, 1720, 1721 годах. 13 июля 1732 года был дан указ о строительстве при Воскресенской церкви для зимнего времени тёплой церкви Николая Чудотворца.
6 июля 1789 года епископ Тамбовский и Пензенский Феофил пишет донесение об учреждении протопопов и других священнических степеней во вновь образованные города Саратовского наместничества (Кузнецк и Сердобск). В донесении обозначены в Кузнецке 2 церкви: Воскресения Словущего и Николаевская, обе деревянные. Воскресенская церковь назначается соборной.
О причте соборной церкви сказано, что «будущия при ней с[вя]щенно и церковнослужители против прочих градских соборов, содержаны быть могут без нужды от доброхотнаго приходских людей подаяния, и вышепрописанной пашенной и сенокосной земли».
В Указе Императрицы Екатерины II № 467 от 22 июля 1789 года подтверждено, что церкви «…в Кузнецке две есть деревянные, из коих назначаются быть соборными … в Кузнецке Воскресенская…»

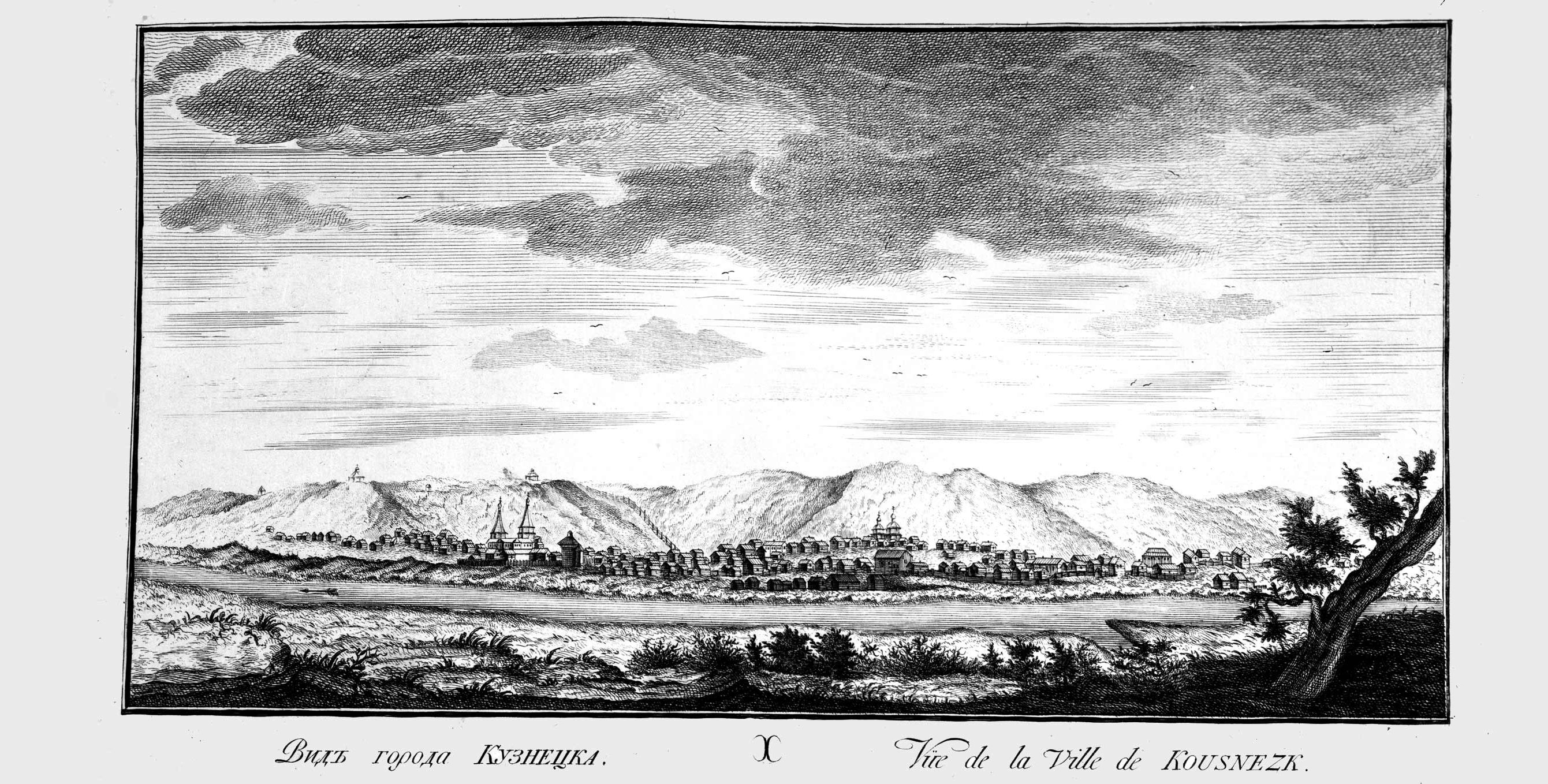
И. Е. Бугреев (1745 — после 1796). Вид города Кузнецка(?) (Vue de la Ville de Kousnezk). Гравюра. Выполнено по рисунку И.-Х. Беркгана (1709—1751)

В 1788 году деревянную церковь отстроили заново и на том же месте. М. В. Гриб сообщает, что простояла эта церковь недолго. 29 мая 1839 года она сгорела в городском пожаре.

## История
25 апреля 1841 года обер-прокурор Святейшего Синода генерал-адъютант граф Протасов отправляет письмо на имя главноуправляющего путями сообщения и публичными зданиями, в котором сообщает, что «Преосвященный Саратовский испрашивает разрешения на построение в городе Кузнецке вместо сгоревшей деревянной новой каменной Воскресенской церкви, представляя и составленный на сие предприятие план с разрезом». Разрешение не было получено сразу. 12 мая 1842 года был составлен второй вариант проекта, который к августу того же года получил утверждение. Это была вторая после Покровского соборного храма каменная церковь в Кузнецке. Пока неизвестно, почему новый храм утратил своё первоначальное название, и вместо Воскресенского стал Вознесенским. Однако, он сохранил Михайло-Архангельский придел, как и в прежнем храме. «Строительство нового, каменного храма было окончено в 1856 году. Эта в пять приделов церковь, чей главный престол освящён был уже в честь Вознесения Господня, пережила все перипетии полутора столетий бытия Кузнецка».

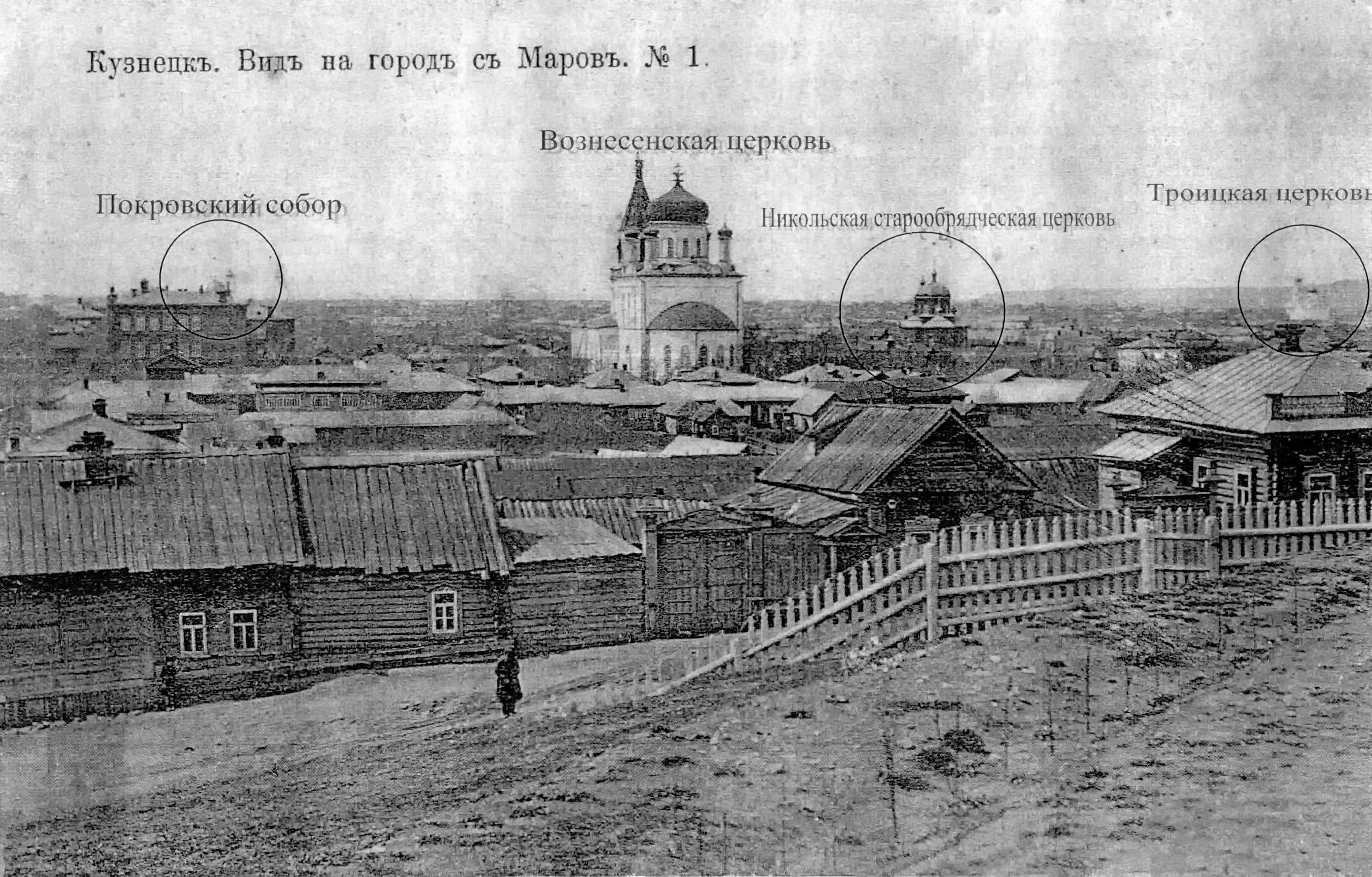
Вид с Маров (ныне — Холм Славы) на уездный город Кузнецк Саратовской губернии

Церковь в дальнейшем перестраивалась. 16 октября 1862 года Департамент путей сообщения и публичных зданий рассмотрел представленный обер-прокурором Святейшего Синода проект «на распространение» Вознесенской церкви и, «находя изображенное на нем предположение в техническом отношении одобрительным, признал нужным перечертить оный с увеличением размеров окон, как показано на представляемом у сего заменительном проектном чертеже».
25 октября 1862 года проект «на распространение» Вознесенской церкви был Высочайше утверждён. Средства для сооружения собирались пожертвованиями прихожан. В Ведомости о Вознесенской церкви за 1917 год указано: «Церковь построена в 1842—1856 годах тщанием и усердием граждан и попечителей, а расширена в 1863—1866 годах бывшим церковным старостой кузнецким мещанином Петром Карповым Нестеровым на своё собственное иждивение». Та же ведомость дает представление и о приделах церкви:

«В настоящей — в память Вознесения Господня; в правом среднем приделе — в память Успения Божией Матери; в правом же крайнем — в память Рождества Пророка и Предтечи Господня Иоанна; в левом среднем — в честь Архистратига Божия Михаила и прочих Безплотных Сил; в левом же крайнем — в честь и память триех Вселенских учителей и Святителей — Василия Великаго, Григория Богослова и Иоанна Златоустаго. Храм весь тёплый».

### Церковно-приходские школы при Вознесенском соборе
На 1 января 1862 года в Кузнецке существовало всего 4 церковно-приходские школы. При соборе школа была открыта пономарём Ремезовым в церковной сторожке. Насчитывала всего 15 мальчиков.
Вновь открыта 10 ноября 1885 года. Саратовские епархиальные ведомости дают другую дату открытия — 30 сентября 1885 года. Законоучителем числился священник Андрей Смирнов, учителем — Иосиф Дудинцев, имевший свидетельство на звание городского приходского учителя. В Отчёте Саратовского епархиального училищного совета эта школа в Кузнецке числится единственной на 1885 год. Отчёт следующего года даёт ещё несколько уточнений по данной школе:

Помещается в особом каменном здании в церковной ограде, построенном давно, но в 1885 году приспособленном для школы на средства местнаго церковно-приходскаго попечительства, которое даёт ей и содержание. Попечительство же платит 300 руб. в год учителю, с тем, чтобы он обучал детей и пению и пел с ними на клиросе… Учеников было в отчётном году 27

В «Ведомости по церковно-приходским школам» за 1889 год школа при Вознесенской церкви числится также единственной в городе.
Заведующим с 13 сентября 1891 года был Кузнецкий уездный наблюдатель священник Николай Протассов, законоучителем — священник Евгений Декатов, учителем — на псаломщицкой должности диакон Виссарион Лебедев, помощником учителя — псаломщик Михаил Победоносцев. Обучение проходили 64 мальчика. Церковному пению в школе обучал вольнонаёмный регент церковного хора.

В 1912 году в Перечне церковных школ при Вознесенской церкви числятся уже две школы, обе смешанные, на 51 и 90 человек. В графе, показывающей, с какого времени выделяются средства на подготовку учащихся к школе, указан 1909 год. Вторая школа при Вознесенской церкви появилась не позднее этого года.

В 1913/14 учебном году было выстроено здание и расширено помещение для Нагорно-Вознесенской школы Кузнецка. Из отчёта председателя Кузнецкого уездного отделения Саратовского епархиального училищного совета священника Владимира Дубровина видно, что в 1913 году на строительство это школы от властей было выделено 521 руб. В этой школе, равно как и в соборной, уездным наблюдателем были отмечены хорошие успехи по Закону Божию. Законоучителем тогда состоял священник Вознесенской церкви Иоанн Никольский. Кузнецкий уездный наблюдатель церковно-приходских школ (исполняющий на тот момент обязанности председателя уездного отделения) в конце июля 1914 года отмечал:

Школа Нагорно-Вознесенская в г. Кузнецке не из старых, но большой наплыв учащихся и ежегодный отказ многих в приёме заставил о[тца] заведующаго подумать о разширении. Благодаря стараниям и энергии о. Иоанна Никольскаго задуманное перешло в осуществление и к школе сделан пристрой.

В 1993 году вскоре после возобновления богослужений начала работу и церковно-приходская школа, получившая наименование в соответствии с церковными стандартами воскресной. В 2016 году на территории собора было заложено новое здание школы. Вместе с этим воскресная школа получила наименование Духовно-просветительского центра (без образования юридического лица). Новое здание было открыто 26 сентября 2018 года. В церемонии открытия принял участие губернатор Пензенской области И. А. Белозерцев. В новом здании духовно-просветительского центра разместились воскресная школа, богословские курсы для взрослых и кружки.

### Состояние церкви при советской власти
После Революции церковь частично закрывалась. Сказывалась нехватка средств для отопления храма. Как и все закрытые в то время церкви, Вознесенский храм начал постепенно разрушаться, но большая часть здания уцелела. Всероссийским обществом охраны памятников в 1986 году была осуществлена попытка реставрировать церковь. Через некоторое время храм был передан Русской Православной Церкви. 21 ноября 1989 года в соборе богослужение возобновилось.
Незадолго до передачи храма верующим, в нём принимали стеклянную тару.

### Восстановленный храм
После передачи храма верующим началась интенсивная реставрация находившегося в аварийном состоянии здания. Центральный престол был заново освящён великим чином в честь Вознесения Господня в 1993 году архиепископом Серафимом (Тихоновым). В отличие от дореволюционного состояния, в восстановленном храме устроено не пять приделов, а три. Левый (северный) придел был освящён великим чином во имя Архангела Михаила в 2013 году епископом Серафимом (Домниным). Правый придел — в честь Успения Пресвятой Богородицы — великим чином пока не освящён.
Вместе с восстановлением храма шла роспись стен. В это же время был установлен трёхъярусный иконостас.
В 1999 году, когда из состава Пензенской епархии была выделена самостоятельная Саранская епархия, Кузнецк становится вторым кафедральным городом Пензенской области, а Вознесенская церковь — соборным храмом. В 2012 году из состава Пензенской епархии была выделена Кузнецкая епархия и включена в состав новообразованной Пензенской митрополии. С этого времени Вознесенский собор стал главным храмом епархии и приобрел статус кафедрального собора.

## Описание
Здание храма было построено в русско-византийском стиле. Однокупольный храм имеет завершение в виде луковичного купола с четырьмя малыми главками. К основному объёму примыкает пристроенная трапезная и шатровая колокольня. Церковь была построена согласно проекту, сделанному Саратовской губернской комиссией во главе с архитектором Петровым. По словам Л. Перфильевой, второй проект был разработан в 1841—1842 годах, архитектор — Фролов (Саратовская губернская чертёжная). Автор взял за образец проект построенного в 1835—1837 годах храма Богоявления в Саратове, составленный К. А. Тоном. Купол храма заменили пятиглавием. Колокольня тоже была изменена. Пятиглавие стало лучше соответствовать требованиям русско-византийского стиля.
Храм первоначально был расписан. На это есть указание в резолюции правящего Саратовского архиерея от 7 марта 1873 года: «Разрешено священно-церковнослужителям со старостою и прихожанами Кузн[ецкой] Вознесенской ц[еркви] перекрасить полы и стены в тёплой и холодной ц[еркви], поновить св. изображения на стенах, исправить в алтаре пол, не касаясь престола, с употреблением на это из церков[ной] кошельковой суммы до 100 руб.».
При современном храме действуют духовно-просветительский центр, церковная библиотека с читальным залом и видеотекой, богословские курсы для взрослых, молодёжный клуб.
Настоятелем храма является Правящий архиерей Кузнецкой епархии.

## Святыни
Главными святынями Вознесенского собора являются Казанская икона Божией Матери, перед которой воскресными вечерами поётся акафист, и образ святителя Николая Чудотворца, именуемый «Качимским».
Образ святителя Николая происходит из с. Русский Качим Сосновоборского района Пензенской области. Известен с XVII века. Это одна из трёх икон в современных границах Пензенской области, которая наряду с Пензенской Казанской иконой Божией Матери и Нижнеломовской Казанской иконой Божией Матери до Революции почиталась чудотворной.
Кроме этого, в соборе пребывают иконы с частицами мощей преподобного Сергия Радонежского, святителя Иннокентия, епископа Пензенского и Саратовского и священноисповедника Иоанна Оленевского.